# بيكو ديلا ميراندولا
جيوفاني بيكو ديلا ميراندولا (24 فبراير 1463-17 نونبر 1494) كان فيلسوف، لاهوتي ومفكر إيطالي، ثالث أبناء عائلة أرستوقراطية. قام بدراسة وتلخيص أفكار أهم المدارس الفلسفية المعروفة في زمانه، خصوصا الأفلاطونية الحديثة، مدرسة المشائين، الفلسفة المدرسية والكابال المسيحية.

## سيرة ذاتية
منذ شبابه المبكر، ورث ثروة مهمة مكنته من الدراسة والسفر كما أراد. كان من تابعي الأفلاطونية الحديثة، من تلاميذ مارسيليو فيسينو، قبل أن يرجع إلى فلسفة المشائين. حاول أن يعطي صورة متناسقة لفلسفتي أفلاطون وأرسطو متماشيا مع العقيدة المسيحية، مما أداه إلى القذف بالهرطقة من طرف البابا إنوسنتيوس الثامن. هو أيضا من مؤسسي الكابال المسيحية.
جيوفاني بيكو ديلا ميراندولا ازداد بفوسا، قرب مدينة مودينا. كان أصغر ابن لعائلة من النبلاء كانوا يحكمون أراضي في إحدى مناطق إيميليا رومانيا. درس منذ طفولته المبكرة اللغة اللاتينية، وربما أيضا اليونانية. بما أن أمه كانت تريد أن يخدم الكنيسة، ذهب ليدرس القانون اللاهوتي ببولونيا سنة 1477.
بعد موت أمه سنتين من بعد ذلك، بيكو عزف عن القانون اللاهوتي لابتداء دراسة الفلسفة بجامعة فيرارا. خلال إقامة قصيرة بمدينة فلورانسا، اعترف بأنجلو بوليزيانو، بالشاعر جيرولامو بينيفييني، وربما أيضا بالرهيب الدومنيكي سافونارولا. بقي مدى حياته مرتبط بأصدقائه الثلاث، حتى مع سافونارولا، ذو العقلية المضادة للفكر العقلاني. يعتقد أن كانت هناك فيما بين أنجلو بوليزيانو وبيكو علاقة حب تتعدى الصداقة.
فيما بين سنتين 1480 و1482, واصل دراسته بجامعة بادوا، المعتبرة آنذاك كمركز رئيسي للفلسفة الأرسطوطاليسية بإيطاليا. بعد أن أتقن اللاتينية واليونانية، قرر دراسة العبرية والعربية ببادوا تحت إشراف إيلي ديل ميديكو، فيلسوف يهودي متخصص في دراسة فلسفة ابن رشد، الذي عرف أيضا بمخطوطات أرامية. ديل ميديكو ترجم له بعض المخطوطات اليهودية من العبرية إلى اللاتينية. ببادوا، بيكو كتب شعرا باللغتين الإيطالية واللاتينية، لكنه قام بحرقه قبيل موته.
سنة 1485 ذهب لجامعة باريس، التي كانت تعتبر آنذاك أهم مركز أوروبي لدراسة الإلاهيات والفلسفة، ومركز إشعاع لفلسفة ابن رشد. يمكن أن يكون بيكو قرر بباريس كتابة أطروحاته التسع مئة، ثم تقديمها في محاضرة عمومية. سنة 1486 رجع لفلورانسا، وتعرف على لورينزو دي ميديشي ومارسيليو فيسينو، اليوم نفسه الذي أكمل فيه هذا الأخير ترجمته إلى اللاتينية لأعمال أفلاطون تحت رعاية لورينزو. عجبا بشخصية بيكو. لورينزوسيساند بيكو طول حياته، خصوصا في المرحلات الصعبة التي عاشاها . دون هذه المساندة، كان من المحتمل أن تضيع جميع مؤلفات بيكو.

## تأسيس فلسفة بيكو ديلا ميراندولا

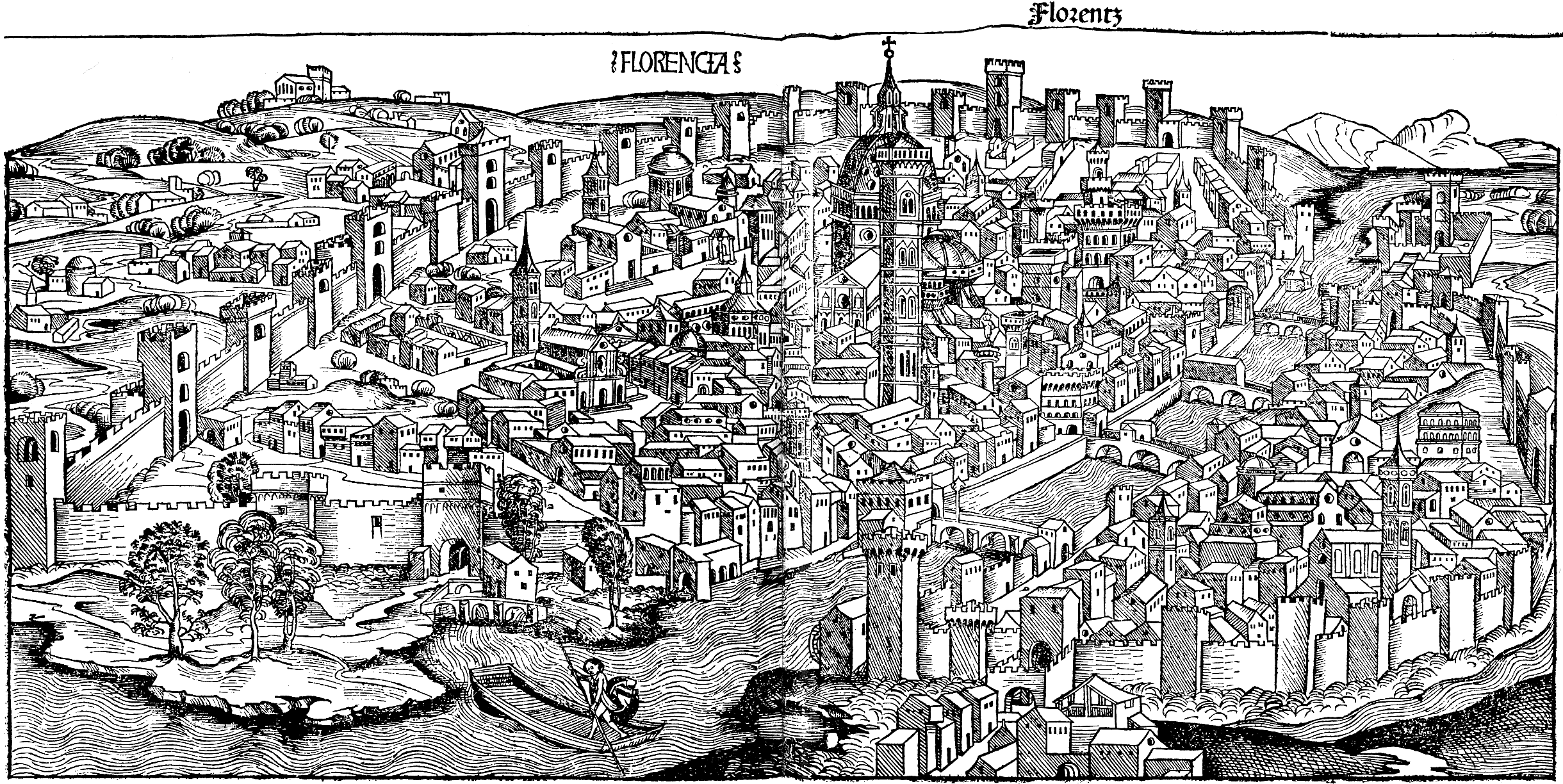
فلورنسا في حوالي سنة 1490، لوحة مقتطفة من مخطوطة نورنبيرغ التي تعود إلى سنة 1493

سيذهب بيكو إلى روما، طامحا نشر أطروحاته التسع مئة ومناقشتها مع أكبر علماء أوروبا. لكن، في طريقه إلى روما، خلال توقفه بمحطة أريتسو، سيقع في مشكلة متعلقة بقصة حب تجمعه مع زوجة أحد أفراد عائلة لورينزو دي ميديشي. وهي مشكلة كادت أن تذهب بحياته.بيكو حاولة الفرار مع المرأة ولكن تم ملاحقته، جرحه والإلقاء به في السجن. لم يتمكن من الخروج من السجن إلا بمساعدة لورينزو. هذه الواقعة ظهرت في نفس الوقت شخصية بيكو المتوهجة وقيمة الصداقة التي كانت تجمعه بلورينزو.
بيكو سيظل أشهر عديدة ببيرودجا، وبقرية فراتا بنواحيها، حتى يبرئ من جروحه. بهذا الموضع سيكتب لمارسيليو فيسينو بأنه اكتشف كتب كلدانية أعجبته. ببيرودجا، بيكو سيعشق دراسة الفكر اليهودي وكل ما يتعلق بالهرميسية، خصوصا بهرمس الهرامسة. في ذلك الوقت، كان الرأي العام العلمي يعتقد أن الهرمسية كانت معاصرة لكتب العهد القديم، وبذلك كانت الهرمسية تعطى لها أهمية كبيرة. بيكو يعتبر أول مثقف أوروبي أدخل الفكر الصوفي اليهودي في ساحة الفلسفة اليونانية، من خلال كتابه "Heptaple" الذي يهتم بالتأويل الصوفي اليهودي لقصة خلق العالم في سبعة أيام.
بيكو كان يبني أفكاره على فلسفة أفلاطون، على غرار أستاذه مارسيليو فيسينو، بالرغم من احترامه لأراء أرسطو. بالرغم من أنه كان درس ككل معاصريه إنسانيات النهضة، التي تركز على الأداب اليونانية واللاتينية، كان يحاول أن تكون له نظرة ثقافية شاملة. الدليل على ذلك أنه في رسالة شهيرة كتبها سنة 1485 إلى هيرمولاؤو بربارو يدافع عن وجوب دراسة كتابات ابن رشد وابن سينا. مبتغى بيكو كان دائما هو نفسه، محاولة مصالحة فلسفة أفلاطون مع فلسفة أرسطو، لأنه كان متيقن أن الفيلسوفين يقولان نفس الخطاب بكلمات مختلفة. لذلك أصدقاؤه كانوا يسمونه (princeps concordiae)، معناها أمير الإتفاق، علما أن (Concordiae) كانت أيضا بلدة تمتلكها عائلته. زيادة على ذلك، كان بيكو يعتقد أن كل شخص مثقف عليه أن يدرس العبرية والتلمود، والفلسفة الهرميسية، لأنه كان يعتقد أنها كانت تؤدي إلى معرفة واحدة للله.
ختم كتابه المسمى خطاب في كرامة الإنسان، الذي أراد إضافته إلى أطروحاته التسع مئة، ثم ذهب إلى روما للدفاع عنها. ونشرها بروما خلال دجنبر 1486 بعنوان (Conclusiones philosophicae, cabalasticae et theologicae) واقترح تمويل مجيء أي مثقف لنقاش الأفكار الموجودة في كتابه.

## السجال مع الكنيسة، الفرار ثم الرجوع إلى إيطاليا
خلال فبراير 1487, سيعلن البابا إنوسنتيوس الثامن حظره للنقاش المقترح من طرف بيكو، وسيأمر بتكوين لجنة للتأكد من صحة الأطروحات المعرضة للنقاش. ثلاثة عشر منها ستعتبر غير صالحة من وجهة نظر الكنيسة. بيكو سيعطي كلمته كتابيا بأنه سيزيلها، رغم تأكيده شفويا بأنه لن يتراجع عليها. للدفاع عن نفس أطروحاته مرة أخرى سيؤلف كتاب وينشره سنة 1489, يحمل عنوان (Apologia J. Pici Mirandolani, Concordiae comitis)، ويهديه إلى لورينزو دي ميديشي. حينما سيعلم البابا بوجود هذا الكتاب سيأمر بإقامة محكمة تفتيش لإكراه بيكو بالتراجع أيضا عن أفكار كتابه الجديد، الشيء الذي سيضطر بيكو بفعله.
من بعد ذلك، سيعلن البابا من جديد عن عدم صحة أطروحات بيكو ديلا ميراندولا، قائل عنها بالحرف: «جزء منها هرطقة، وجزء أخر كلام فاحش، كلها تقريبا إلا تكرير لأخطاء الفلاسفة الوثنيين...زيادة على أن بعضها يحمس اليهود في عجرفتهم، وأخيرا، متذرعا بالفلسفة، يحفز فنون مضادة للشريعة الكاثوليكية وللإنسانية.» أحد نقاد بيكو سيدعي وقتذاك أن كلمة «كبال» هي اسم كاتب ملحد معادي لعيسى.

## وصلات خارجية
- بيكو ديلا ميراندولا على موقع الموسوعة البريطانية (الإنجليزية)
- بيكو ديلا ميراندولا على موقع إن إن دي بي (الإنجليزية)
- بيكو ديلا ميراندولا على موقع ديسكوغز (الإنجليزية)

1. ↑  Charles Dudley Warner, ed. (1897), Library of the World's Best Literature (بالإنجليزية), QID:Q19098835
2. ↑  [BBC">(بالإنجليزية)Medici writers exhumed in Italy, in BBC News, 28/07/2007 نسخة محفوظة 29 يونيو 2017 على موقع واي باك مشين.